# Amblysomus corriae
Amblysomus corriae е вид бозайник от семейство Златни къртици (Chrysochloridae). Видът е почти застрашен от изчезване.

## Разпространение
Разпространен е в Южна Африка.